# Zaćmienie Słońca z 5 września 1793

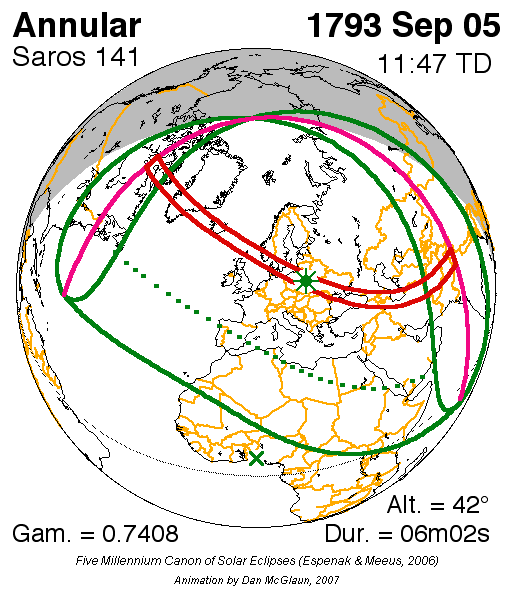
Mapa zaćmienia

Zaćmienie Słońca z 5 września 1793 – obrączkowe zaćmienie Słońca, widoczne w pasie od Ziemi Baffina, przez południową Grenlandię, Islandię, kontynentalne Królestwo Danii i Norwegii, południową Szwecję, Królestwo Prus, Rzeczpospolitą, Imperium Rosyjskie (m.in. Półwysep Krymski i południowy Kaukaz) aż po północną Persję i Imperium Durrani na terenach dzisiejszego Afganistanu i Pakistanu. Swoje maksimum zaćmienie osiągnęło w województwie lubelskim w okolicach miasta Parczew, gdzie faza centralna trwała 6 minut i 2 sekundy. Zaćmienie widoczne było jako częściowe w całej Europie, Afryce Północnej, na Bliskim Wschodzie, na zachodniej Syberii oraz na Morzu Arktycznym i północnym Atlantyku.
Zaćmienie obserwował w Augustowie król Stanisław August Poniatowski w asyście astronomów Jana Śniadeckiego i Marcina Poczobutta-Odlanickiego.